# Henrik Signell
Henrik Signell (nascido em 2 de janeiro de 1976) é o atual treinador da Seleção Sueca Feminina de Handebol e do clube compatriota IK Sävehof. Como jogador, representou a seleção sueca uma únca vez, porém, já disputou 48 partidas pela seleção sub-18/sub-21 e 38 partidas na categoria de juniores em território nacional.

## Conquistas
Como treinador
- Três medalhas de ouro no Campeonato Sueco Feminino de Handebol
- Duas medalhas de ouro no Campeonato Sueco Masculino de Handebol (como assistente técnico)
- Três medalhas de ouro no Campeonato Sueco Masculino Júnior de Handebol